# Campo Militar
Campo Militar ist eine Ansiedlung in Uruguay.

## Geographie
Sie befindet sich im Westen des Departamento Canelones in dessen Sektor 3. Campo Militar liegt jeweils einige Kilometer südlich von Aguas Corrientes und Santa Lucía, südwestlich der Departamento-Hauptstadt Canelones und nordwestlich von Cerrillos. Westlich von Campo Militar fließt der Arroyo del Juncal in nördliche Richtung.

## Infrastruktur
Östlich von Campo Militar verläuft die Ruta 36.

## Einwohner
Die Einwohnerzahl von Campo Militar beträgt 299. (Stand: 2011)
| Jahr | Einwohner |
| ---- | --------- |
| 1985 | 339       |
| 1996 | 245       |
| 2004 | 255       |
| 2011 | 299       |

Quelle: